# Regió de Mopti
La regió de Mopti és una regió administrativa de Mali. Ocupa una superfície de 79.017 km². La seva capital és la ciutat de Mopti.

## Geografia
La regió de Mopti limita al nord amb la regió de Tombouctou, a l'oest amb la regió de Ségou, al sud-oest amb la regió de Sikasso i al sud-est amb Burkina Faso. La regió és travessada pel riu Níger. El seu afluent el Bani, s'hi uneix a Mopti.

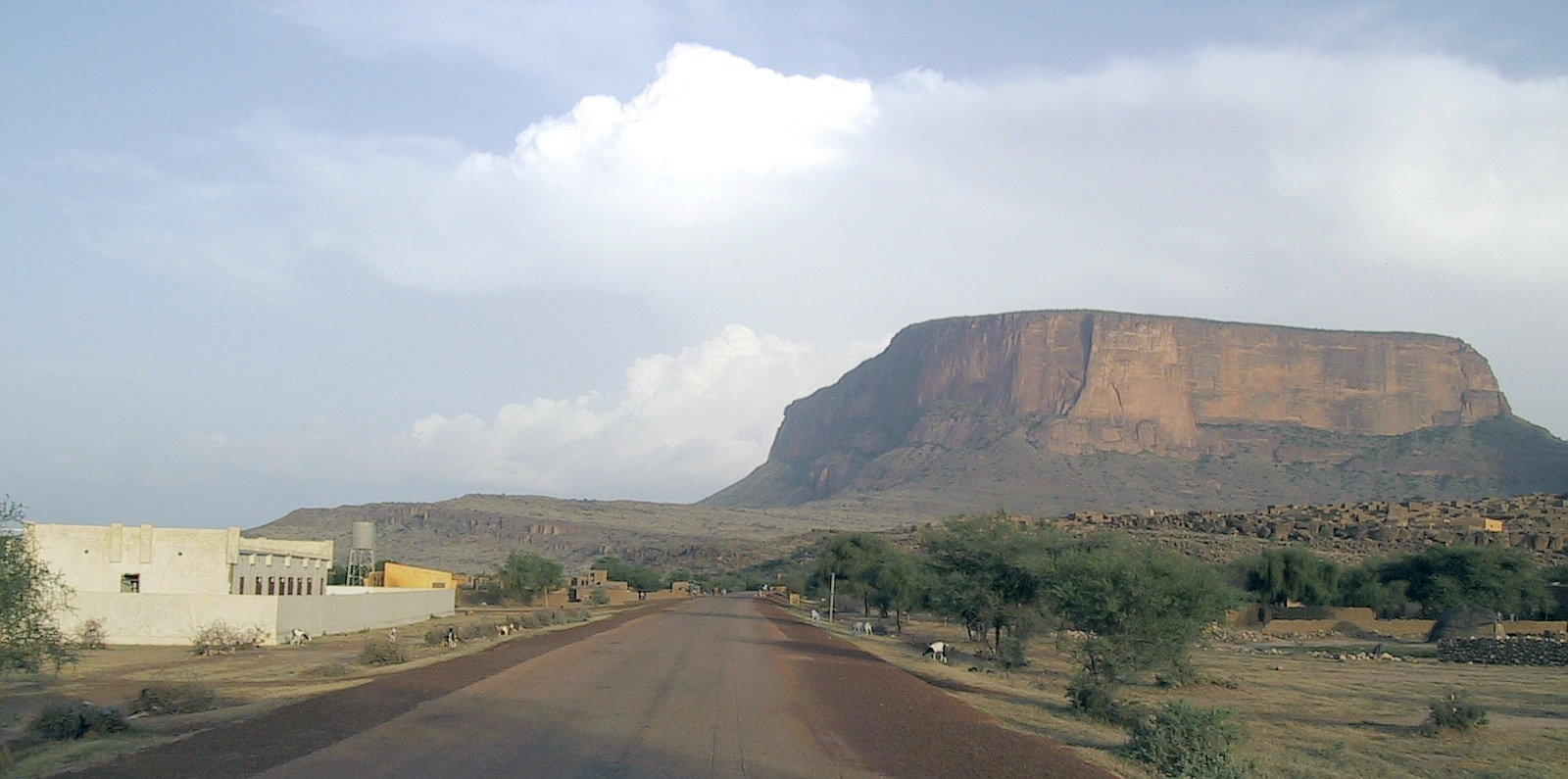
El mont Hombori Tondo

Aquesta regió es subdivideix en moltes zones : el delta interior del Níger al voltant de Mopti, el penya-segat de Bandiagara i la plana de Bankass al llarg de la frontera amb Burkina Faso. El mont Hombori, concretament Hombori Tondo és el punt més alt de Mali amb 1.153 metres d'altitud. El clima és del tipus sahelià. La regió de Mopti té 7 boscos classificats que ocupen una superfície de 8.646 hectàrees. Dins aquesta regió hi ha la reserva especial d'elefants de Douentza i dos llocs per les aus del Conveni de Ramsar (Walado debo i la Plaine de Séri).
Les ciutats més grans de la regió són Mopti, Sévaré, Djenné, Bandiagara, Bankass i Youvarou.
La reserva de Bay es troba dins aquesta regió.

## Població
La regió tenia 2.037.330 habitants el 2009. Les dones representen el 50,6% de la població. Hi viuen diferents ètnies: Bozos, Sonrhaï, Dogons, Maures i Peuls.

## Economia

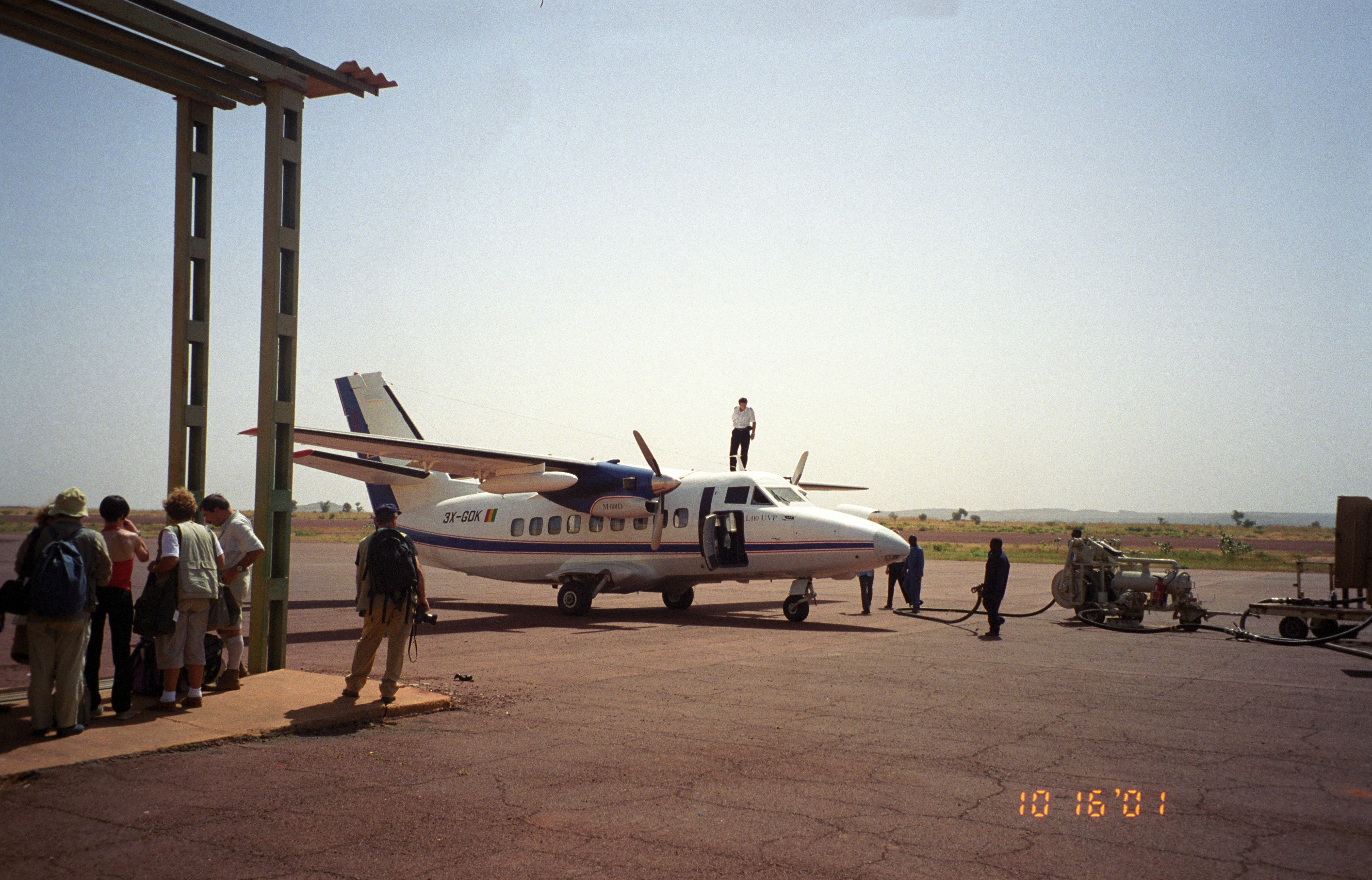
Aeroport de Mopti-Sévaré

La regió de Mopti està ben irrigada pel riu Níger i l'agricultura, de regadiu, és pròspera. També la pesca hi és important.Mopti és una cruïlla comercial entre el nord i sud de Mali i els països limítrofs. El turisme hi està ben desenvolupat, principalment per les ciutats de Djenné i de Mopti i pel país dels Dogons.

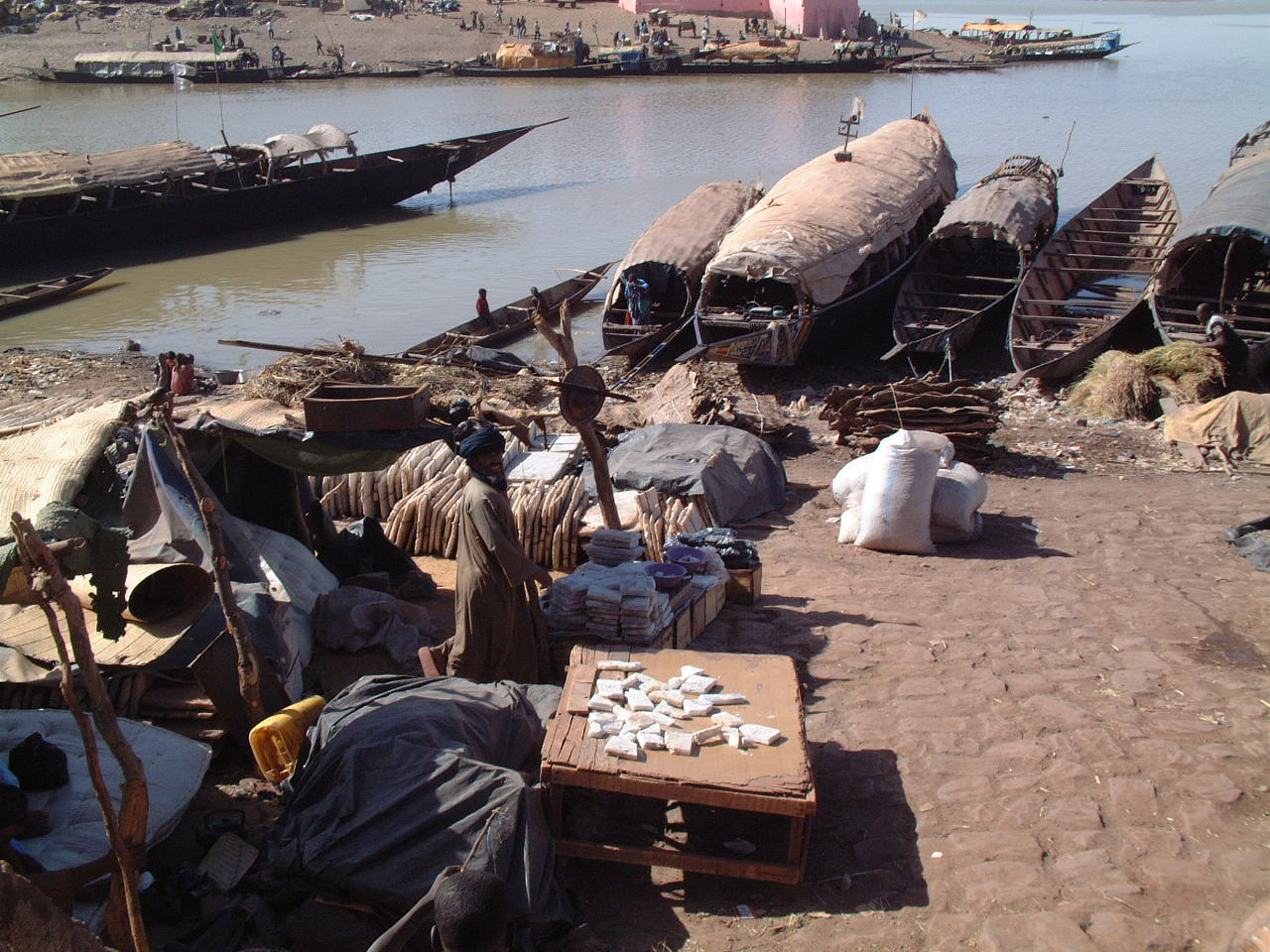
Port de Mopti

Sortint del port de Mopti, els turistes poden anar en barca pel riu Níger a les ribes les poblacions s'especialitzen en diferents activitats econòmiques com per exemple la ciutat dels pescadors.

## Administració
La regió de Mopti es subdivideix en vuit col·lectivitats territorials anomenade cercles: (Bandiagara, Bankass, Djenné, Douentza, Koro, Mopti, Ténenkou, Youwarou) 